# Журавлина великоплідна
Vaccinium macrocarpon (також відома як журавлина великоплідна, американська журавлина) є північноамериканським видом журавлини з роду Чорниці.
Назва журавлина походить від форми тичинки квітки, схожої на дзьоб журавля.

## Опис
Vaccinium macrocarpon — багаторічний чагарник, часто висхідний (деякий час стелиться по поверхні землі, але потім вигинається вгору). Він дає білі або рожеві квіти, а потім кислуваті червоні або рожеві ягоди 9-14 мм (0,35-0,55 дюйма) в поперечнику.

## Розповсюдження
Батьківщиною Vaccinium macrocarpon є центральна та східна Канада (від Онтаріо до Ньюфаундленду), а також північно-східна та північна центральна частина Сполучених Штатів (північний схід, район Великих озер та Аппалачі аж до Північної Кароліни та Теннессі). Вид також натуралізований у деяких частинах Європи розкиданий в Північній Америці вздовж західної Канади (Британська Колумбія) та західної частини Сполучених Штатів (Західне узбережжя).

## Використання людиною
Цей вид вирощується в комерційних цілях як комерційну культуру заради їстівних ягід. Багато журавлини вирощують на заболочених ґрунтах, що складаються з шарів органічної речовини та піску, що чергуються. Сучасні методи збору врожаю включають тимчасове затоплення полів, струшування ягід та збір плаваючих ягід. З ягід зазвичай готують соус, желе, сік і сухофрукти. Існують деякі докази того, що ягоди або їх сік можуть бути корисними для лікування або профілактики певних інфекцій сечовивідних шляхів, але це ще не є достовірним і, отже, не може замінити медичне лікування. Деякі дослідження показують, що журавлина може пригнічувати безсимптомну колонізацію Helicobacter pylori, але вона, здається, є менш ефективним засобом лікування порівняно з антибіотикотерапією у пацієнтів із симптомами.